# Revival Tour
Il Revival Tour è stato il secondo tour mondiale della cantautrice statunitense Selena Gomez come solista, a supporto del suo secondo album in studio Revival (2015). 
Il tour è iniziato a Las Vegas il 6 maggio 2016 ed è terminato a Auckland il 13 agosto dello stesso anno, per un totale di 55 spettacoli. In origine, si sarebbe dovuto concludere a dicembre dello stesso anno, con date in Europa e Messico, ma la Gomez ha dovuto annullare le due leg successive del tour, a causa del lupus, malattia da cui è affetta, che l'ha costretta a prendersi una pausa.

## Antefatti e sviluppo
Il 1º ottobre 2015, Selena Gomez ha annunciato le date nordamericane del Revival Tour attraverso i propri profili social, specificando inoltre che sarebbe stato disponibile per i suoi concerti il pacchetto con ingresso anticipato. In un'intervista rilasciata a Entertainment Weekly, la Gomez ha dichiarato:
Il 23 successo 23 febbraio i DNCE vengono confermati come artisti d'apertura per la maggior parte delle date nordamericane.
Durante il mese di aprile, il tour viene esteso con l'aggiunta di sette concerti in Asia, tre in Messico e ventuno in Europa.
Nel mese di aprile, viene annunciato che il gruppo BΔHΔRI e la cantante Bea Miller avrebbe aperto i restanti concerti di Selena Gomez in Nord America. Il 24 maggio Selena Gomez ha annunciato che si sarebbe esibita in tour in Oceania per la prima volta in carriera.

## Scaletta
Questa è la scaletta del concerto del 14 maggio 2016 a Vancouver. Non è pertanto rappresentativa di tutti i concerti.
1. Revival
2. Same Old Love
3. Come & Get It
4. Sober
5. Good for You
6. Survivors
7. Slow Down
8. Love You like a Love Song
9. Hands to Myself
10. Who Says
11. Transfiguration (cover di Hillsong Worship)
12. Nobody
13. Feel Me
14. Me & My Girls
15. Me & the Rhythm
16. Body Heat
17. Sweet Dreams (Are Made of This) (cover degli Eurythmics)
18. Kill Em with Kindness
19. I Want You to Know
20. Revival (Remix)

## Date
| Data           | Città        | Paese         | Luogo                           | Artista di apertura     | Biglietti disponibili / Biglietti venduti | Incasso      |
| Nord America   | Nord America | Nord America  | Nord America                    | Nord America            | Nord America                              | Nord America |
| -------------- | ------------ | ------------- | ------------------------------- | ----------------------- | ----------------------------------------- | ------------ |
| 6 maggio 2016  | Las Vegas    | Stati Uniti   | Mandalay Bay Events Center      | DNCE Bea Miller         | 9,173 / 9,173                             | $757,229     |
| 8 maggio 2016  | Fresno       | Stati Uniti   | Save Mart Center                | DNCE Bea Miller         | 10,114 / 10,114                           | $897,571     |
| 10 maggio 2016 | Sacramento   | Stati Uniti   | Sleep Train Arena               | DNCE Bea Miller         | 11,202 / 11,282                           | $701,192     |
| 11 maggio 2016 | San Jose     | Stati Uniti   | SAP Center                      | DNCE Bea Miller         | 12,001 / 12,085                           | $798,629     |
| 13 maggio 2016 | Seattle      | Stati Uniti   | KeyArena                        | DNCE Bea Miller         | 13,498 / 13,595                           | $703,871     |
| 14 maggio 2016 | Vancouver    | Canada        | Rogers Arena                    | Bea Miller Tyler Shaw   | 11,050 / 11,050                           | $691,064     |
| 16 maggio 2016 | Edmonton     | Canada        | Rexall Place                    | DNCE Bea Miller         | 10,010 / 10,010                           | $802,398     |
| 17 maggio 2016 | Calgary      | Canada        | Scotiabank Saddledome           | DNCE Bea Miller         | 12,981 / 13,000                           | $856,281     |
| 19 maggio 2016 | Saskatoon    | Canada        | SaskTel Centre                  | DNCE Bea Miller         | 10,102 / 10,102                           | $723,211     |
| 20 maggio 2016 | Winnipeg     | Canada        | MTS Centre                      | Bea Miller Tyler Shaw   | 11,008 / 11,008                           | $799,091     |
| 22 maggio 2016 | Ottawa       | Canada        | Canadian Tire Centre            | Bea Miller Tyler Shaw   | 13,922 / 14,000                           | $806,981     |
| 23 maggio 2016 | London       | Canada        | Budweiser Gardens               | DNCE Bea Miller         | 8,635 / 8,635                             | $574,569     |
| 25 maggio 2016 | Toronto      | Canada        | Air Canada Centre               | DNCE Bea Miller         | 13,448 / 13,448                           | $921,528     |
| 26 maggio 2016 | Montréal     | Canada        | Bell Centre                     | DNCE Bea Miller         | 15,289 / 15,289                           | $1,002,589   |
| 28 maggio 2016 | Boston       | Stati Uniti   | TD Garden                       | DNCE Bea Miller         | 10,274 / 10,324                           | $705,746     |
| 29 maggio 2016 | Uncasville   | Stati Uniti   | Mohegan Sun Arena               | DNCE Bea Miller         | 7,139 / 7,139                             | $465,290     |
| 1º giugno 2016 | Brooklyn     | Stati Uniti   | Barclays Center                 | DNCE Bea Miller         | 12,889 / 12,970                           | $918,432     |
| 2 giugno 2016  | Newark       | Stati Uniti   | Prudential Center               | DNCE Bea Miller         | 14,524 / 14,605                           | $961,627     |
| 4 giugno 2016  | Washington   | Stati Uniti   | Verizon Center                  | DNCE Bea Miller         | 12,207 / 12,322                           | $706,939     |
| 5 giugno 2016  | Cincinnati   | Stati Uniti   | U.S. Bank Arena                 | DNCE Bea Miller         | 10,906 / 10,980                           | 978,068      |
| 7 giugno 2016  | Charlotte    | Stati Uniti   | Time Warner Cable Arena         | DNCE Bea Miller         | 15,621 / 15,846                           | $1,009,234   |
| 9 giugno 2016  | Atlanta      | Stati Uniti   | Philips Arena                   | DNCE Bea Miller         | 9,106 / 9,106                             | $515,645     |
| 10 giugno 2016 | Orlando      | Stati Uniti   | Amway Center                    | DNCE Bea Miller         | 9,600 / 9,600                             | $533,045     |
| 11 giugno 2016 | Miami        | Stati Uniti   | American Airlines Arena         | DNCE Bea Miller         | 11,432 / 11,525                           | $809,247     |
| 14 giugno 2016 | New Orleans  | Stati Uniti   | Smoothie King Center            | DNCE Bea Miller         | 9,062 / 9,062                             | $612,718     |
| 15 giugno 2016 | Houston      | Stati Uniti   | Toyota Center                   | DNCE Bea Miller         | 11,099 / 12,052                           | 834,849      |
| 17 giugno 2016 | Austin       | Stati Uniti   | Frank Erwin Center              | DNCE Bahari             | 12,087 / 12,193                           | $607,609     |
| 18 giugno 2016 | Dallas       | Stati Uniti   | American Airlines Center        | DNCE Bahari             | 14,145 / 14,203                           | $1,006,170   |
| 19 giugno 2016 | Tulsa        | Stati Uniti   | BOK Center                      | DNCE Bahari             | 8,000 / 8,000                             | $570,235     |
| 21 giugno 2016 | Nashville    | Stati Uniti   | Bridgestone Arena               | DNCE Bahari             | 15,597 / 15,763                           | $1,000,266   |
| 22 giugno 2016 | Louisville   | Stati Uniti   | KFC Yum! Center                 | DNCE Bahari             | 11,901 / 11,982                           | $747,926     |
| 24 giugno 2016 | Auburn Hills | Stati Uniti   | The Palace of Auburn Hills      | DNCE Bahari             | 16,989 / 17,148                           | $1,101,159   |
| 25 giugno 2016 | Chicago      | Stati Uniti   | United Center                   | DNCE Bahari             | 17,292 / 17,372                           | $1,109,296   |
| 26 giugno 2016 | Saint Louis  | Stati Uniti   | Scottrade Center                | DNCE Bahari             | 8,000 / 8,000                             | $493,923     |
| 28 giugno 2016 | Saint Paul   | Stati Uniti   | Xcel Energy Center              | DNCE Bahari             | 16,072 / 16,165                           | $1,006,710   |
| 29 giugno 2016 | Milwaukee    | Stati Uniti   | Marcus Amphitheater             | DNCE Bahari             | 9,000 / 9,000                             | $549,914     |
| 1º luglio 2016 | Kansas City  | Stati Uniti   | Sprint Center                   | DNCE Bahari             | 13,287 / 13,309                           | 1,000,964    |
| 2 luglio 2016  | Denver       | Stati Uniti   | Pepsi Center                    | DNCE Bahari             | 15,006 / 15,105                           | $1,005,592   |
| 5 luglio 2016  | Phoenix      | Stati Uniti   | Talking Stick Resort Arena      | DNCE Bahari             | 11,077 / 11,252                           | $832,030     |
| 6 luglio 2016  | San Diego    | Stati Uniti   | Valley View Casino Center       | DNCE Bahari             | 11,964 / 12,095                           | $989,625     |
| 8 luglio 2016  | Los Angeles  | Stati Uniti   | Staples Center                  | DNCE Bahari             | 13,942 / 13,942                           | $1,008,804   |
| 9 luglio 2016  | Anaheim      | Stati Uniti   | Honda Center                    | Bea Miller Charlie Puth | 11,476 / 11,476                           | $1,003,533   |
| 11 luglio 2016 | Québec       | Canada        | Plains of Abraham               | N.D.                    | 80,000 / 80,000                           | $7,004,925   |
| Asia           |              |               |                                 |                         |                                           |              |
| 23 luglio 2016 | Giacarta     | Indonesia     | Indonesia Convention Exhibition | N.D.                    | 5,001 / 5,001                             | 398,051      |
| 25 luglio 2016 | Shah Alam    | Malaysia      | Malawati Indoor Stadium         | N.D.                    | 7,892 / 7,892                             | 498,300      |
| 27 luglio 2016 | Kallang      | Singapore     | Singapore Indoor Stadium        | Gentle Bones            | 6,023 / 6,023                             | 501,875      |
| 29 luglio 2016 | Bangkok      | Thailandia    | IMPACT Arena                    | Jai Waetford            | 8,042 / 8,042                             | $543,988     |
| 31 luglio 2016 | Manila       | Filippine     | Mall of Asia Arena              | Darren Espanto          | 11,505 / 11,505                           | 796,554      |
| 2 agosto 2016  | Tokyo        | Giappone      | Tokyo International Forum       | DNCE                    | 5,009 / 5,009                             | 598,091      |
| 3 agosto 2016  | Tokyo        | Giappone      | Tokyo International Forum       | DNCE                    | 5,009 / 5,009                             | 598,091      |
| Oceania        |              |               |                                 |                         |                                           |              |
| 6 agosto 2016  | Melbourne    | Australia     | Margaret Court Arena            | DNCE                    | 10,785 / 10,822                           | $909,848     |
| 7 agosto 2016  | Melbourne    | Australia     | Margaret Court Arena            | DNCE                    | 10,785 / 10,822                           | $909,848     |
| 9 agosto 2016  | Sydney       | Australia     | Qudos Bank Arena                | DNCE                    | 9,493 / 9,493                             | $643,068     |
| 11 agosto 2016 | Brisbane     | Australia     | Brisbane Entertainment Centre   | DNCE                    | 8,672 / 8,672                             | $671,792     |
| 13 agosto 2016 | Auckland     | Nuova Zelanda | Vector Arena                    | DNCE                    | 9,009 / 9,035                             | $632,892     |
| Totale         | Totale       | Totale        | Totale                          | Totale                  | 663,431 / 666,791 (99.4%)                 | $48,060,839  |

## Cancellazioni
| Data             | Città                | Stato           | Luogo                  | Causa                          |
| Asia             | Asia                 | Asia            | Asia                   | Asia                           |
| ---------------- | -------------------- | --------------- | ---------------------- | ------------------------------ |
| 6 agosto 2016    | Canton               | Cina            | Guangzhou Sports Arena | Supporto offerto a Dalai Lama. |
| 8 agosto 2016    | Shanghai             | Cina            | Mercedes-Benz Arena    | Supporto offerto a Dalai Lama. |
| Europa           |                      |                 |                        |                                |
| 10 ottobre 2016  | Helsinki             | Finlandia       | Hartwall-areena        | Malattia                       |
| 12 ottobre 2016  | Stoccolma            | Svezia          | Ericsson Globe         | Malattia                       |
| 13 ottobre 2016  | Oslo                 | Norvegia        | Oslo Spektrum          | Malattia                       |
| 15 ottobre 2016  | Copenaghen           | Danimarca       | Forum Copenhagen       | Malattia                       |
| 17 ottobre 2016  | Colonia              | Germania        | Lanxess Arena          | Malattia                       |
| 18 ottobre 2016  | Amsterdam            | Paesi Bassi     | Ziggo Dome             | Malattia                       |
| 19 ottobre 2016  | Parigi               | Francia         | AccorHotels Arena      | Malattia                       |
| 22 ottobre 2016  | Esch-sur-Alzette     | Lussemburgo     | Rockhal                | Malattia                       |
| 24 ottobre 2016  | Praga                | Repubblica Ceca | O2                     | Malattia                       |
| 26 ottobre 2016  | Milano               | Italia          | Mediolanum Forum       | Malattia                       |
| 28 ottobre 2016  | Monaco di Baviera    | Germania        | Olympiahalle           | Malattia                       |
| 29 ottobre 2016  | Zurigo               | Svizzera        | Hallenstadion          | Malattia                       |
| 31 ottobre 2016  | Francoforte sul Meno | Germania        | Festhalle              | Malattia                       |
| 1º novembre 2016 | Anversa              | Belgio          | Sportpaleis            | Malattia                       |
| 3 novembre 2016  | Manchester           | Regno Unito     | Manchester Arena       | Malattia                       |
| 4 novembre 2016  | Londra               | Regno Unito     | The O2 Arena           | Malattia                       |
| 6 novembre 2016  | Birmingham           | Regno Unito     | Genting Arena          | Malattia                       |
| 8 novembre 2016  | Dublino              | Irlanda         | 3Arena                 | Malattia                       |
| 10 novembre 2016 | Glasgow              | Regno Unito     | The SSE Hydro          | Malattia                       |
| 14 novembre 2016 | Madrid               | Spagna          | Barclaycard Center     | Malattia                       |
| 16 novembre 2016 | Lisbona              | Portogallo      | MEO Arena              | Malattia                       |
| Nord America     |                      |                 |                        |                                |
| 14 dicembre 2016 | Città del Messico    | Messico         | Mexico City Arena      | Malattia                       |
| 16 dicembre 2016 | Monterrey            | Messico         | Monterrey Arena        | Malattia                       |
| 18 dicembre 2016 | Guadalajara          | Messico         | Telmex Auditorium      | Malattia                       |